# 九州商科短期大学
九州商科短期大学（きゅうしゅうしょうかたんきだいがく）は、長崎県佐世保市東矢岳町に1951年において設置を計画していた日本の私立短期大学である。

## 概要
- 1947年4月に長崎県佐世保市において開校した九州女子専門学校を源流とされる[2]
- まず1949年、九州短期大学[注 5]として翌年の開学を目指すべく文部省[注 6]に設置認可の申請を行っていたことが戦後教育資料から読み取れる[3][4]。但し、短期大学の名称のみと手がかりが少ないが、他の文献では佐世保市東矢岳町に設置される予定だったことが確認できる[5]。
- 次に、同所在地に九州商科短期大学という名称で1950年10月、文部省[注 6]に再申請していたことも資料から読み取れる[1]。
- 結果的には、再度の申請でも取り下げる形となり開学に至らず。
- ちなみに、九州文化学院は1945年に創立されており、のちに九州文化学園に法人名が改称された後の1966年に九州文化学園短期大学を佐世保市矢岳町1-8に開学させている[6]。

## 設置予定の学科

### 1950年 九州短期大学として
- 国文学科 入学定員90名
- 英文学科 入学定員90名
- 商学科 入学定員45名

### 1951年 九州商科短期大学として
- 商業科第二部[1]